# 有坂真宵
有坂真宵（日語：有坂真宵，2000年1月1日—），日本AV女優。所屬事務所是C-more ENTERTAINMENT。

## 簡歷
因為憧憬明日花綺羅和三上悠亞，因此自行與事務所聯絡並出道。
2020年4月於個人的Twitter上宣布成為FALENO的專屬女優。

## 人物
出身於山口縣。
興趣是看動畫和玩遊戲，擅長於模仿和製作糖果。
名字「真宵」（まよい）的由來是取自於西尾維新的小說，『化物語』中的角色 八九寺真宵。

## 外部連結
- 有坂真宵的X（前Twitter）（2020年4月23日 - ）